# Жэнь Жэньфа

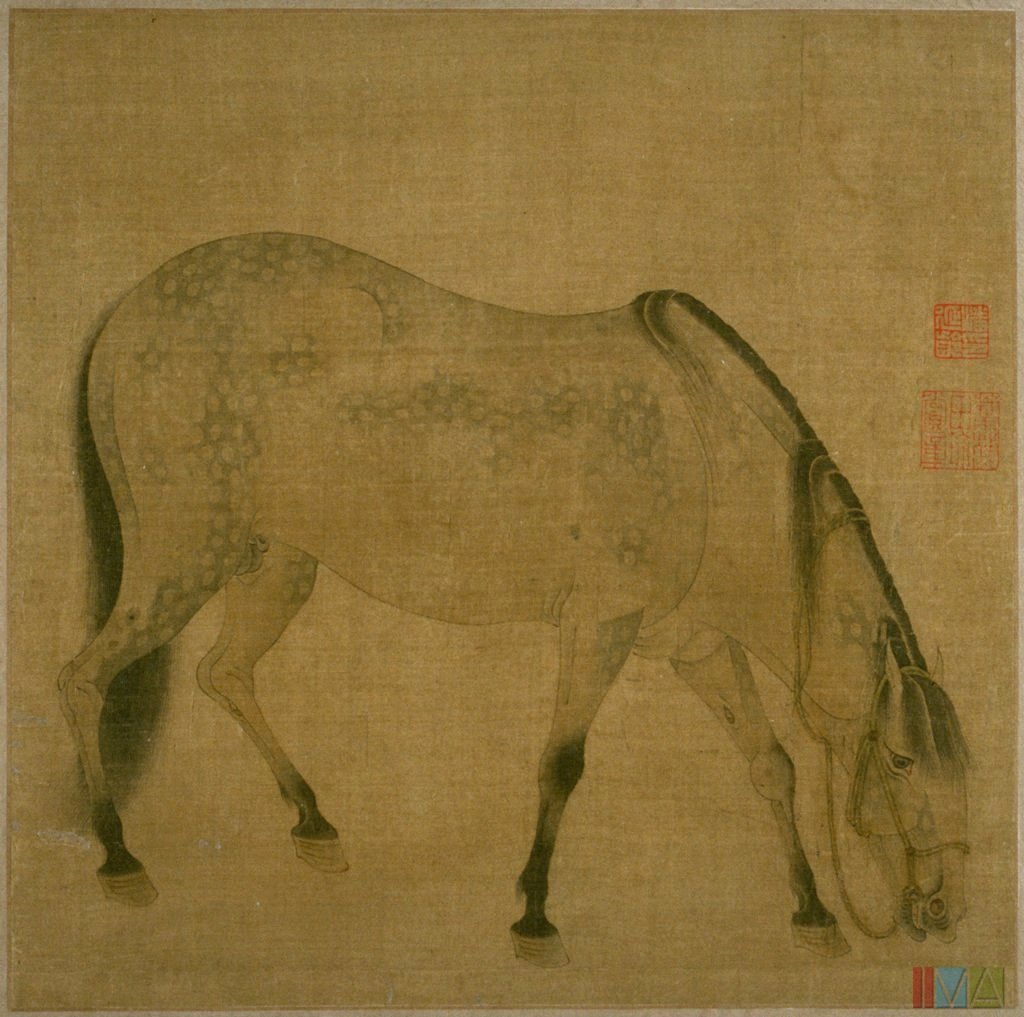
Жэнь Жэньфа. Взнузданный конь. Индианаполис, Музей искусства.

Жэнь Жэньфа (кит. 任仁發; род.1255 — ум.1327) — китайский художник.

## Биография
Жэнь Жэньфа жил во время правления династии Юань (1271—1368). Это была монгольская династия, которую основал внук Чингисхана Хубилай. Установление над Китаем иностранного владычества внесло раскол в ряды китайского образованного класса чиновников и учёных. Часть из них отказалась сотрудничать с новым режимом, став «и-минь» (букв. «остатки»), и вместо гарантированного содержания, получаемого от государственной службы, вынуждена была каким-то образом зарабатывать на жизнь самостоятельно. Другая часть высшего чиновничества согласилась включиться в работу монгольской администрации; к таким принадлежал, например, прославленный художник и выдающийся администратор Чжао Мэнфу (1254 −1322). К таким принадлежал и Жэнь Жэньфа.

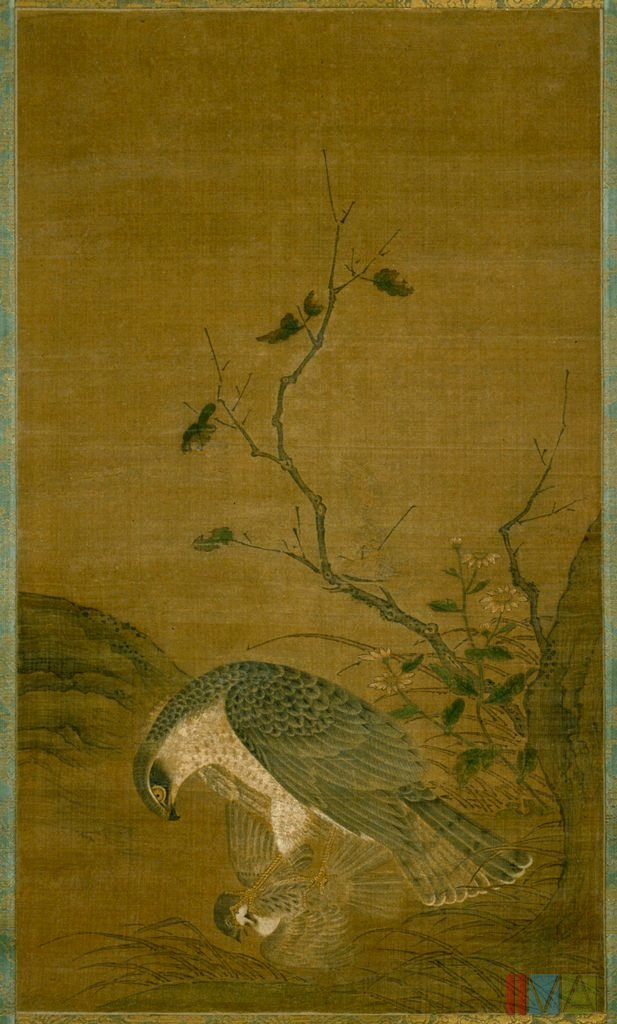
Жэнь Жэньфа. Ястреб схвативший воробья. Индианаполис, Музей искусства.

Художник происходил из уезда Писянь (пров. Цзянсу). В дальнейшем его семья переехала в Сунцзян, близ Шанхая. Дочь Жэнь Жэньфа вышла замуж за чиновника центральноазиатского происхождения, принадлежавшего к семейству Канли. Это семейство активно помогало установлению новой монгольской администрации в Китае. По образованию Жэнь Жэньфа был инженером-гидротехником, в монгольской администрации он занимал пост заместителя главного инспектора ирригационных сооружений. Он участвовал в гидротехническом обустройстве реки Сунцзян в Шанхае, реки Танхой в Пекине, и даже оставил после себя научный труд по гидротехнике.
На досуге Жэнь Жэньфа занимался живописью, и это занятие прославило его в истории больше, чем обустройство китайских рек. Традиционно считается, что он был мастером изображения лошадей. «Конский портрет» существовал в китайской живописи с давних времен, корифеем этого жанра считается живший в эпоху Тан художник Хань Гань (VIII в.). С приходом к власти монголов, для которых традиционно конь был не столько средством передвижения, сколько средством существования, этот жанр переживает новый расцвет — им с успехом занимался известный мастер Чжао Мэнфу. Однако, произведения Жэнь Жэньфа нравились императору не меньше.
Большинство работ, созданных Жэнь Жэньфа на эту тему, носят вполне нейтральный характер: «Четыре конюха и три коня» (Кливленд, Музей искусства), «Девять коней» (Канзас-Сити, Музей Нельсона-Аткинса), «Кони и конюхи» (Лондон, Музей Виктории и Альберта), «Взнузданный конь» (Индианаполис, Музей искусства) и т. д. Однако наибольшую славу ему принес сатирический свиток «Тощий и толстый конь» (Гугун, Пекин).

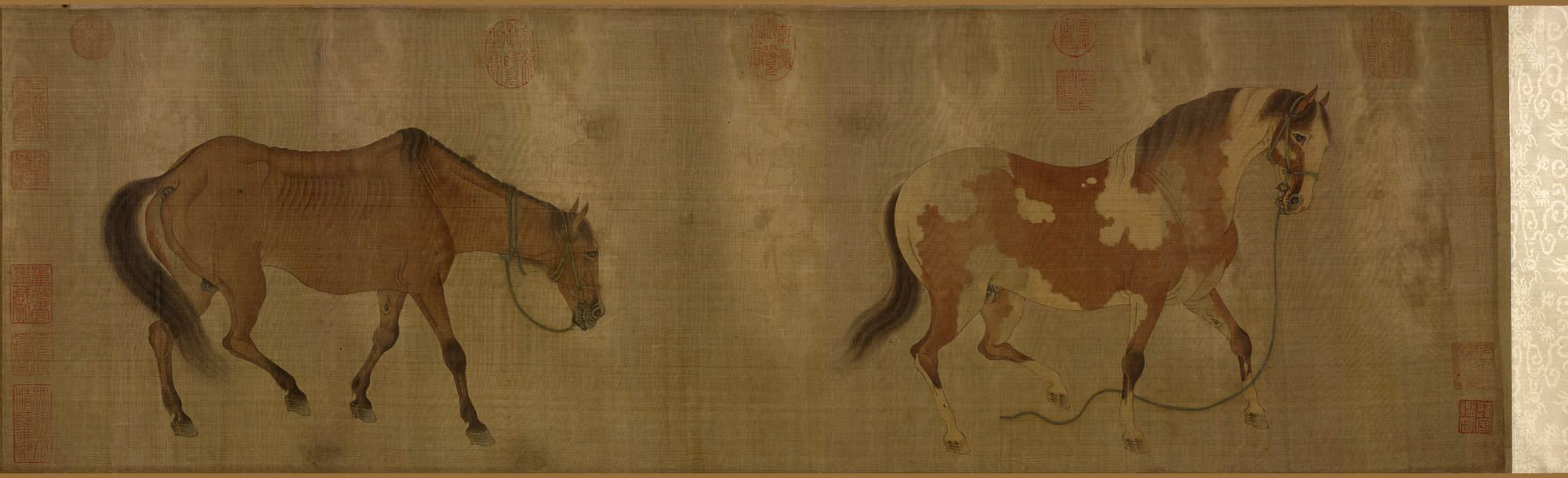
Жэнь Жэньфа. Тощий и толстый конь. Гугун, Пекин.

В китайской традиции конь издревле символизировал женское начало — его роль заключалась в подчинении всаднику. Со временем, когда в Китае сложилась прослойка образованных учёных-чиновников, конь стал символом китайского чиновника. Символический смысл картины Жэнь Жэньфа очень прост, тем более, что художник оставил на свитке свой комментарий, в котором сначала описывает, чем отличается жизнь толстого коня от жизни тощего, а затем откровенно сетует: «Чиновники бывают честными, и бывают ворами. Кто жиром не заплыл, но страну сильной сделал — честен, а кто как жирный кот разъелся — вор наверняка». Правление монгольской администрации способствовало небывалому разгулу коррупции. Среди министров юаньской династии было много иноземцев, которые были совершенно безразличны к судьбам китайской нации. Это положение и вызвало ту горькую сатиру, которая читается в произведении Жэнь Жэньфа.

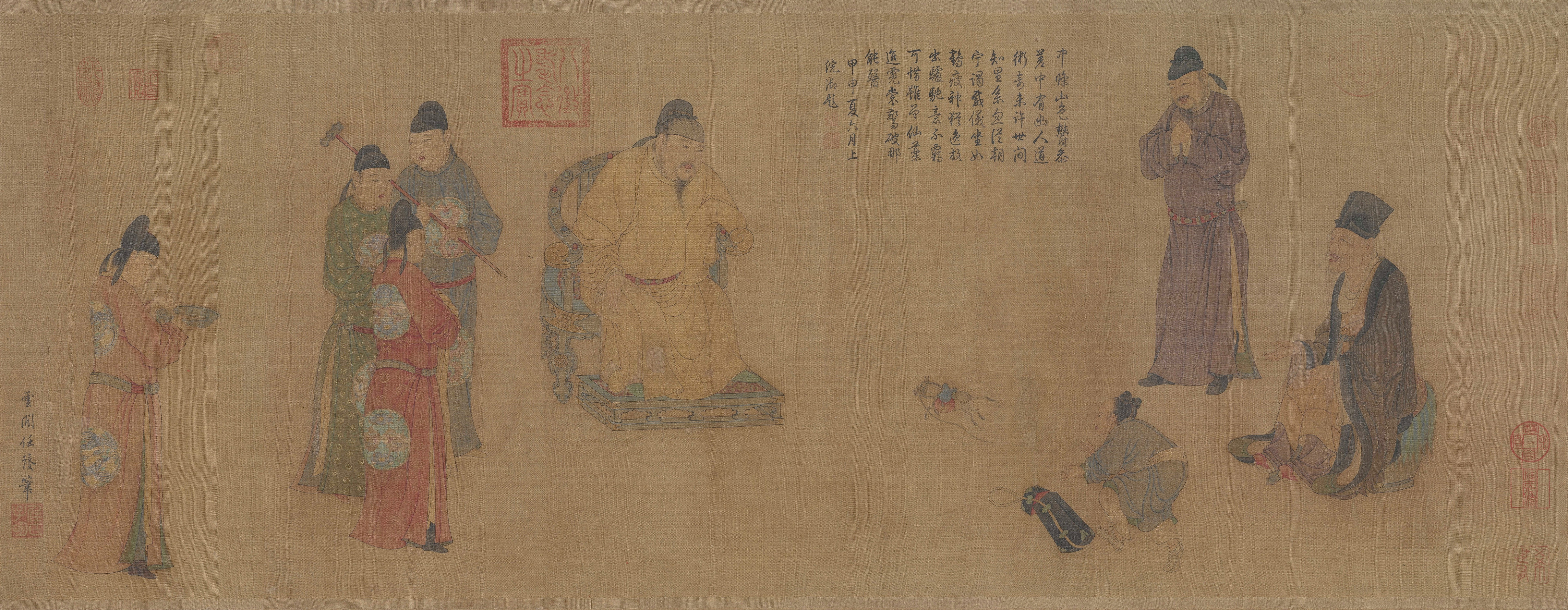
Жэнь Жэньфа. Чжан Го на приеме у императора Минхуана. Гугун, Пекин.

Вопреки распространенному мнению, художник рисовал не только коней. Он также с успехом занимался жанром «цветы-птицы» и «живопись фигур». Из всего созданного им в жанре «живопись фигур» (если не считать конюхов возле лошадей) сохранилось только одно произведение — «Чжан Го на приеме у императора Минхуана» (Гугун, Пекин). Чжан Го был даосским магом, который перелетал на огромные расстояния на волшебном муле. Останавливаясь на ночлег, Чжан Го складывал своего мула как бумажку, и убирал в футляр для шапки. При необходимости он возвращал мула к жизни, прыснув на него водой изо рта. На картине Жэнь Жэньфа изобразил момент демонстрации Чжаном Го своих магических способностей танскому императору Минхуану(Сюань-цзун, правил в 712—756 гг). Старый маг с хитрой улыбкой смотрит, как мальчик выпустил волшебного мула, летящего к императору. Минхуан от волнения подался вперед, а придворный, наблюдающий за происходящим, от удивления раскрыл рот. Картина Жэнь Жэньфа по стилю близка сунской живописи, в ней нет архаизмов, которыми так увлекался его современник Чжао Мэнфу. Впрочем, и все остальные произведения художника близки к «сунскому реализму».
Жэнь Жэньфа не был настолько крупным художником, чтобы создать новый стиль или новое направление в живописи. Он прославился в истории в первую очередь как автор сатирического свитка «Тощий и толстый конь».